# Episodi di The Bridge - La serie originale (terza stagione)
La terza stagione di The Bridge - La serie originale è andata in onda per la prima volta in Svezia sul canale SVT1 dal 27 settembre al 29 novembre 2015.
In Italia la stagione è andata in onda sul canale satellitare Sky Atlantic a partire dal 27 gennaio 2017.
| nº          | Prima TV Svezia   | Prima TV Italia  |
| ----------- | ----------------- | ---------------- |
| Episodio 1  | 27 settembre 2015 | 27 gennaio 2017  |
| Episodio 2  | 4 ottobre 2015    | 3 febbraio 2017  |
| Episodio 3  | 11 ottobre 2015   | 10 febbraio 2017 |
| Episodio 4  | 18 ottobre 2015   | 17 febbraio 2017 |
| Episodio 5  | 25 ottobre 2015   | 24 febbraio 2017 |
| Episodio 6  | 1º novembre 2015  | 3 marzo 2017     |
| Episodio 7  | 8 novembre 2015   | 10 marzo 2017    |
| Episodio 8  | 15 novembre 2015  | 17 marzo 2017    |
| Episodio 9  | 22 novembre 2015  | 24 marzo 2017    |
| Episodio 10 | 29 novembre 2015  | 31 marzo 2017    |